# Marionettentheater Schloss Schönbrunn

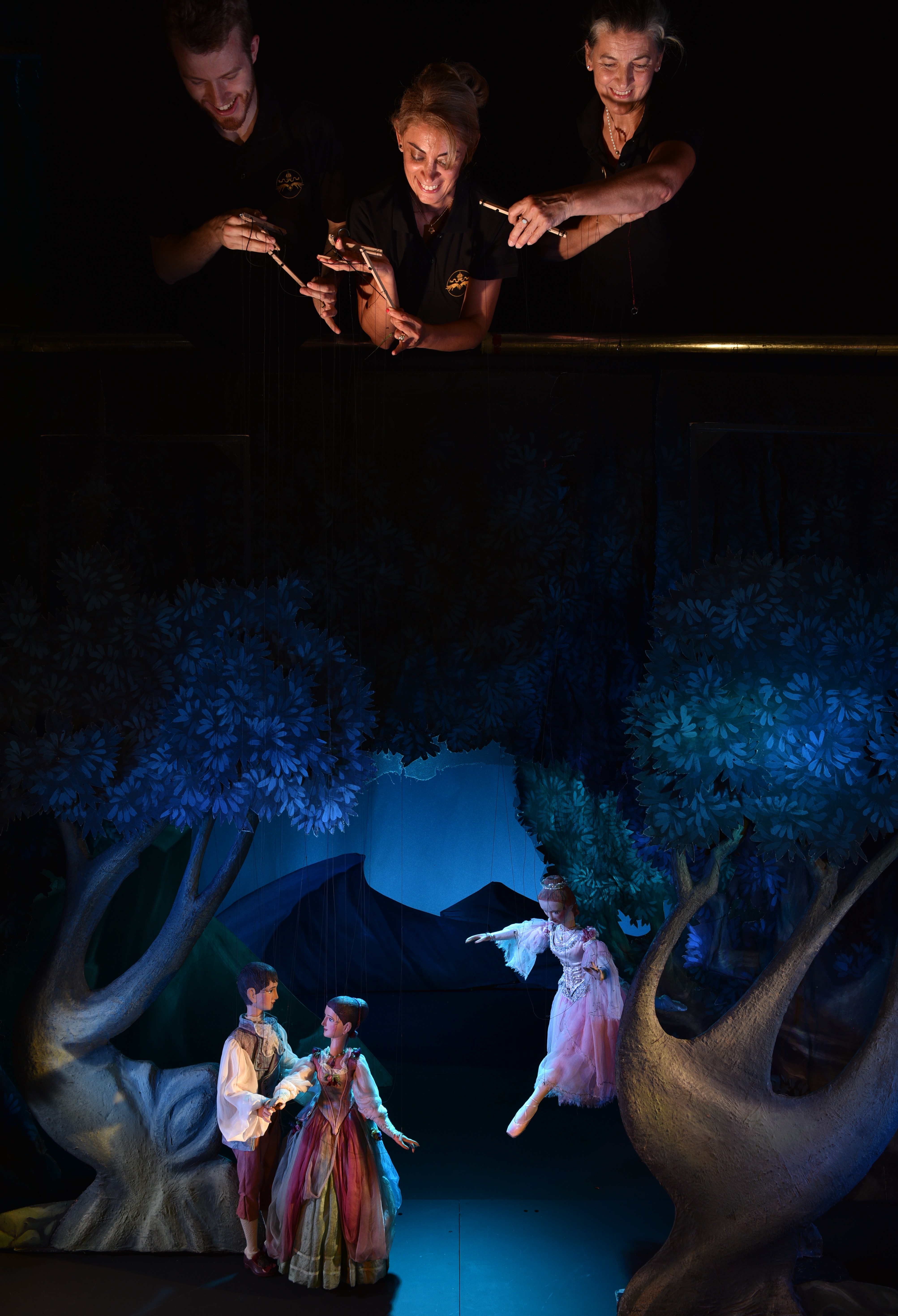
Schönbrunner Marionette

Das Marionettentheater Schloss Schönbrunn ist ein 1994 gegründetes Marionettentheater. Es befindet sich im Hofratstrakt von Schloss Schönbrunn im 13. Wiener Gemeindebezirk Hietzing und veranstaltet Theateraufführungen und Opern für Erwachsene und Kinder. Das Marionettentheater wird als privates Theater geführt. Die beiden Gründer und künstlerischen Leiter, Christine Hierzer-Riedler und Werner Hierzer, blicken auf eine über 40-jährige internationale Erfahrung in der Kunst des Marionettenspiels zurück. Das Spiel mit Marionetten hat in Schönbrunn lange Tradition. Schon zu Mozarts Lebzeiten spielte hier auf Einladung Kaiserin Maria Theresias das von Fürst Esterházy gegründete Marionettentheater.

## Spielorte und Produktionen
Das Marionettentheater Schloss Schönbrunn spielt ganzjährig ca. 400 Vorstellungen für ungefähr 16.000 Besucher. Davon sind ca. 40 Prozent ausländische Gäste. Hinzu kommen Vorstellungen auf Gastspielreisen im In- und Ausland.
Seit der Gründung des Marionettentheaters Schloss Schönbrunn entstanden 22 Inszenierungen, 8 davon sind Auftragswerke. Aktuell (Stand: Frühjahr 2020)auf dem Spielplan stehen: Mozarts Oper »Die Zauberflöte« und das Musical »Sisis Geheimnis«. Für Kinder aufbereitete Opern und Operetten sind: »Die Kinderzauberflöte«, »Die Entführung aus dem Serail«, »Die Kinderfledermaus«, »Hänsel & Gretel« sowie die Märchen »Ritter Kamenbert«, »Aladdin und die Wunderlampe« und »Lena sucht das Christkind«. Als Sonderveranstaltungen spielt das Theater Mozarts »Eine kleine Nachtmusik« als Ballett und »Mozart in Schönbrunn«.
Die Produktionen des Marionettentheaters Schloss Schönbrunn, welche in Zusammenarbeit mit Bühnen- und Kostümbildnern, Bildhauer, Autoren, Komponisten und Regisseuren entstehen, unterscheiden sich in Bezug zur „Menschenbühne“ nur durch den kleineren Maßstab. Die Darstellung einer verkleinerten Welt auf der Bühne macht den besonderen Reiz dieser Kunstform aus: Figuren und Gegenstände werden durch die Marionettenspieler an Fäden über die Bühne bewegt, die Phantasie der Zuschauer sieht sie zum Leben erweckt.
Das Marionettentheater Schloss Schönbrunn pflegt diese Kunstform unter Einbeziehung modernster Bühnentechnik. Diese traditionelle Spieltechnik wurde 1994 von Salzburg nach Wien gebracht. Seitdem ist das Marionettentheaters Schloss Schönbrunn nicht nur Spieltheater, sondern auch internationale Ausbildungsstätte für diese besondere Spieltechnik, welche weitergegeben sowie ständig weiterentwickelt und verfeinert wird.

## Auszeichnungen
- 1. Preis beim 32. International Puppet Theatre Festival – PIF in Zagreb, 1999[1]
- 1. Preis beim World Festival of Puppet Art in Prag
- 1. Preis beim 9. Internationalen Puppenfestival in Teheran